# Егзодус Срба из Сарајева
Егзодус Срба из Сарајева представља низ догађаја који су услиједили након потписивања Дејтонског споразума, када је пет општина Српског Сарајева, у цјелини припало Федерацији БиХ, док је других пет општина подијељено између Републике Српске и Федерације БиХ, гдје су Срби углавном добили периферна, ненасељена и рурална подручја. Преко 170.000 Срба (150.000, 157.526 120.000, неколико десетина хиљада оних који су се на попису из 1991. године изјаснили као Југословени, неколико десетина хиљада становника који су током Одбрамбено отаџбинског рата избјегли на територију Српског Сарајева са територије под контролом муслиманско-хрватске војске), из ових десет општина напуштају своје куће и станове, не желећи да живе под хрватско-муслиманском влашћу. Српски борци су зауставили 35 офанзива муслиманско-хрватске војске, одбранили своје домове, а онда су Илијаш, Грбавица, Илиџа, Рајловац, Хаџићи, Мрковићи, Нахорево и друга насеља, за столом у Дејтону, припала Федерацији БиХ. Са собом носе само најнеопходније ствари. Многи одлучују да премјесте посмртне остатке чланова своје породице. На Сокоцу се формира Српско војничко спомен-гробље Мали Зејтинлик, на које се преносе посмртни остаци близу 1.000 бораца Војске Републике Српске. Идеал је засјенио жртву и покренуо постдејтонски егзодус сарајевских Срба, зарад мира и остварења сна, за стварање Републике Српске.
| „                                                  | Срби из Сарајева свјесно су поднијели жртву за стварање Српске и зато су једни од највећих страдалника протеклог рата | ” |
| — Ненад Самарџија, градоначелник Источног Сарајева | |   |

Првог дана егзодуса, на дневницима телевизија у Србији, није било ни једне ријечи о егзодусу сарајевских Срба. Догађај дана била је промоција Југословенске удружене левице (ЈУЛ) у Богатићу, као и јавно ружење Ђинђића и његових „ратно-хушкачких” демократа.

## Историјска позадина
Егзодус Срба из дијелова Сарајева који су Дејтонским мировним споразумом припали Федерацији БиХ, финиш је дугог процеса којим се Србима западно од Дрине покушава оспорити право на живот на овом простору. Оно што се десило сарајевским Србима 1995. и 1996. године представља финиш процеса започетог још у другој половини 19. вијека, настављеног током Другог свјетског рата, а потом и током Одбрамбено-отаџбинског рата, да се српском народу оспори право на живот на просторима западно од Дрине.

### Град Српско Сарајево (током рата)
7. октобра 1993. године Скупштина Републике Српске је усвојила далекосежне планове за српско Сарајево, чиме је формално конституисан нови град. Град Српско Сарајево је конституисан на Палама, уз присуство предсједника скупштина и извршних одбора српских општина Хаџићи, Илиџа, Вогошћа, Рајловац, Илијаш, Пале, Центар, Стари Град и Ново Сарајево.
Град Српско Сарајево се састојао од сљедећих градских и приградских општина. Градске: Српско Ново Сарајево, Српски Стари Град, Српски Центар, Српска Илиџа, Српска Вогошћа, Рајловац и приградске општине Пале, Соколац, Трново, Илијаш и Хаџићи.

### Прва избјегла и расељена лица
Егзодус Срба из Средње Босне је трајао од прољећа 1992. године. Распламсавањем сукоба између Хрвата и Муслимана, а након потписивања Вашингтонског споразума 1994. године, Србима из Средње Босне је било јасно да морају напустити своје општине и насеља. Тада отпочиње масовни излазак Срба из Новог Травника, Витеза и других мјеста Средње Босне. Велики број тих Срба је дошао у Српско Сарајево, с намјером да ту наставе са животом. Руководство општине Илиџа је подржало тај приједлог. У хотелу „Србија” на Илиџи, на састанку свих бораца ВРС који су избјегли из Средње Босне (Зеница, Нови Травник, Витез, Бусовача, Какањ, Високо и друга мјеста) плебисцитом свих присутних усвојен је приједлог о формирању „Удружења исељених Срба из Средње Босне”. Бивши становници средњобосанских градова и општина насељени су у илиџанско насеље Отес, које је преименовано у Зораново у част трагично преминулог Зорана Боровине, истакнутог команданта Војске Републике Српске на Илиџи. Након потписивања Дејтонског споразума, заједно са сарајевским Србима, у егзодус је кренуло преко 10.000 Срба избјеглих за вријеме рата у Српско Сарајево. Избјегла и расељена лица из Средње Босне су се организовано преселила у Вишеград.

## Дејтонски споразум
Егзодус Срба из Сарајева, који представља посљедњу сеобу српског народа, дошао је као посљедица издаје националних интереса од стране српске делегације, на челу са Слободаном Милошевићем. Источни дијелови Сарајева, који су били насељени претежно српским становништвом, жртвовани су зарад мира и међународног признања Републике Српске. Мировни преговори у Дејтону су трајали три недјеље, од 1. до 21. новембра 1995. године. Дана 21. новембра 1995. на свим свјетским медијима објелодањено је да је мировни споразум потписан између три делегације, односно три народа у Босни и Херцеговини. Три недјеље након тога, у Паризу 14. децембра 1995. године споразум је дефинитивно потписан и почеле су да важе све његове одредбе. Три стране су се споразумеле да Србима у БиХ припадне Шипово и Мркоњић Град, док је шест предратних сарајевских општина припало муслиманској страни. Предсједник Србије и вођа српске делегације на преговорима у Дејтону Слободан Милошевић прихватио је рјешење према ком су све српске сарајевске општине припале Федерацији БиХ, мада се томе противила званична делегација Републике Српске. Усљед незадовољства овим одлукама Дејтонског споразума 25. новембра 1995. године у сарајевском насељу Грбавица, које је до тада било под контролом Срба, организоване су велике демонстрације и протест против Дејтонског споразума, али то није промијенило одлуке споразума, што је значило да читаво Сарајево потпада под муслиманску контролу. Тако је заборављено на хиљаде српских бораца који су своје животе дали за одбрану вишевјековне српске земље у околини Сарајева. Према Дејтонском односно Париском споразуму шест сарајевских општина (Илијаш, Вогошћа, Илиџа, Хаџићи, Центар и Ново Сарајево) припало је муслиманско-хрватској Федерацији Босне и Херцеговине. Тако је вишевјековна земља коју су православни Срби насељавали припала другим народима.

## Излазак Срба из Сарајева
Егзодус је почео 17. фебруара 1996. године. на православни празник Задушнице, јер је планирано исељавање Срба са ових подручја требало да буде 19. марта 1996. Међутим, страни мировњаци из снага ИФОР-а дијелили су летке, да је тај рок помјерен за 23. фебруар, односно мјесец дана раније од договореног. Поред тога што су српски цивили морали да спакују најнужније ствари и крену у неизвјесност, многи становници Илијаша, Грбавице, Хаџића, Вогошће и Центра кренули су да откопавају посмртне остатке својих покојника, не желећи да муслимански вандали скрнаве гробове њихових најмилијих. Посебан проблем представљала је управо чињеница да су такозване међународне институције нагло одлучиле да муслиманске власти преузму српске општине мјесец дана прије предвиђеног рока, што је додатно убрзало ионако велику трагедију сарајевских Срба. Срби су морали да напусте дотадашње српскосарајевске општине већ 23. фебруара, иако је првобитни рок, утврђен у Дејтону, био 19. март.
Српско Сарајево представљало је јединствен случај у бившој Босни и Херцеговини по томе што се дејтонским мировним споразумом од преко 150.000 људи, који су одбранили свој град, захтијевало да у миру пристану на власт ратних противника. Између дејтонског и париског самита сарајевски Срби су референдумски одбацили диктат да морају прихватити муслиманску власт, остати у Федерацији и бити шеријатски озакоњени. Међутим, париски скуп, одржан 14. децембра 1995. године, осим церемонијалности и протоколарности, дакле, онога што је инфериорној Европи и остављено по питању рјешавања кризе у бившој БиХ, није се ни осврнуо на демократски изражену вољу народа Српског Сарајева. Међународна заједница је саопштила да ће 23. фебруара полиција муслиманско-хрватске Федерације ући у Вогошћу, Нови Град и Центар; 29. фебруара у Илијаш; 6. марта у Хаџиће; 12. марта на Илиџу и у Трново; а 19. марта у Ново Сарајево и Стари Град.
Тадашњи високи представник Карл Билт и његов замјеник Михаел Штајнер позивали су Србе да не напуштају своје домове и да остану да живе под влашћу муслиманско-хрватске Федерације, и то дијелећи им летке са стиховима познате пјесме Алексе Шантића „Остајте овдје”. Високи представник је тада јасно ставио до знања Србима шта их чека уколико остану у Сарајеву. Међународна мисија у Босни и Херцеговини је дозволила да Алија Изетбеговић, преко медија, поручи да ће „сваки Србин који је носио пушку бити изведен пред суд”. Дакле, изузев жена и дјеце, сви би завршили у муслиманским затворима. Изворна кривица што су се сарајевске периферијске општине у самој завршници дејтонских преговора нашле у туђем ентитету приписана је Слободану Милошевићу. „Чашица вискија”, уз коју је шеф српске делегације, „поклонио Алији пола Сарајева”, постала је алиби и странцима и домаћима.
Током егзодуса Срба из Сарајева, велики број предузећа, културних и образовних институција те установа пресељен је на територију Републике Српске. „Технички ремонтни завод” из Хаџића је пресељен у Братунац, Фабрика монтажних кућа „Интал” из Илијаша је пресељена у Милиће, Ваздухопловни завод „Орао” је из Рајловца пресељен у Бијељину, „Фамос” из Храснице је пресељен у Лукавицу... Велики број бивших сарајевских предузећа, фирми, организација и установа нашао се у објектима бивших војних касарни Славиша Вајнер „Чича” и Слободан Принцип „Сељо”, у данашњем Источном Новом Сарајеву. Основна школа „Радојка Лакић” из Новог Сарајева, три основне школе са Илиџе, библиотеке из Новог Сарајева и Илиџе, факултети и средње школе, пресељени су из дијелова Српског Сарајева који су припали муслиманско-хрватској Федерацији на територију Српског Сарајева у Републици Српској.
На Сокоцу се формира Српско војничко спомен-гробље Мали Зејтинлик, на које се преносе посмртни остаци близу 1.000 бораца Војске Републике Српске, који су до Дејтонског споразума били сахрањени по сарајевским гробљима.
Останак Срба у Сарајеву учинио би да се образују два српска друштва која немају увијек исте циљеве, и у коме би онај ближе Сарајеву био спона која би увлачила Српску у унитарну БиХ, или изазивала међусрпске сукобе. Сарајевски Срби нису упали у ту замку, и свој лични комфор и имовину су мијењали за живот у Републици Српској.

### Колективно пресељење у Братунац
Руководство општине Хаџићи је, за разлику од осталих општина, од првог дана егзодуса настојало да организује колективно пресељење Хаџићана. Одлуком власти Републике Српске и Српске општине Хаџићи, одлучено је да се становништво општине колективно пресели у Братунац, општину на истоку Републике Српске. У суботу 17. фебруара, руководство Српске општине Хаџићи, на челу са службеним представником општине Ратком Генгом, стиже са првом групом која је бројала око шест стотина људи, како би се припремила потребна документација за долазак око 7.000 Срба из хаџићке општине. Након потписивања Дејтонског мировног споразума на територију општине Братунац доселило је више од 10.000 Срба из бивших српскосарајевских општина, од којих су највећи проценат чинили становници општине Хаџићи. На братуначком градском гробљу сахрањено је 185 бораца, чији су посмртни остаци пренесени у Братунац током егзодуса. Из Хаџића је у данима егзодуса у Братунац пресељен „Технички ремонтни завод”, фирма која се бавила производњом војног и цивилног наоружања. Данас ова фирма послује под именом „Технички ремонт Братунац” и представља стуб развоја овог дијела Подриња.
Према процјенама броја становништва из 2002. године, у општини Братунац је живјело 1.860 становника општине Хаџићи, уз 54 становника општине Центар (Сарајево).

## Град Источно Сарајево (послије рата)
Град Источно Сарајево је територијална јединица локалне самоуправе и има надлежности над сљедећим општинама: Источно Ново Сарајево, Источна Илиџа, Источни Стари Град, Пале, Трново и Соколац.
Под термином Источно Сарајево у ужем смислу подразумијевају се општине Источно Ново Сарајево и Источна Илиџа.
Дио Срба који су током егзодуса напустили општине и насеља сада под контролом власти Федерације Босне и Херцеговине насељени су у Источном Сарајеву у којем, према најновијим подацима, на подручју шест општина живи око 70.000 Срба, а многи су одселили у иностранство и друге дијелове Српске и Србије. Након егзодуса, тадашње руководство Републике Српске и Повјереништво Српског Сарајева донијело је одлуку да град буде изграђен како би расељено становништво из Сарајева могло да буде смјештено, а град је за развој привреде и стамбено збрињавање издвојио 55 милиона КМ.
Кад је 1996. одлучено да комплетно Сарајево припадне Федерацији БиХ, државни врх Републике Српске заузео је став да се котлина на Миљацки не смије напустити.

## Обиљежавање егзодуса
Обиљежавање егзодуса сарајевских Срба је догађај, који на државном нивоу, од власти Републике Српске никада није добио адекватан значај и мјесто међу догађајима и датумима од републичког значаја. Сваке године широм општина и градова на истоку Републике Српске на достојан и адекватан начин обиљежава се годишњица егзодуса Срба из тадашњих српскосарајевских општина, њихово напуштање земље на којој су вијековима живјели, а све зарад очувања Републике Српске. Током мјесеца фебруара и марта, у Источном Сарајеву, Братунцу и Бијељини обиљежава се годишњица Егзодуса Срба из Сарајева, организовањем свечаних академија, приређивањем адекватног културно-умјетничког програма, што представља изузетан догађај када се избјегли сарајевски Срби, њихова удружења и асоцијације, окупе и присјете све муке коју су поднијели и преживјели у фебруару и марту 1996. године.
Борачка организација општине Источно Ново Сарајево током 2017. године изашла је се приједлогом да би обиљежавање егзодуса Срба из Сарајева у периоду од 1995. до 1996. године требало уврстити у Календар обиљежавања значајних догађаја. Борачка организација је упутила захтјев представницима општинског, градског и републичког нивоа да се овај догађај убудуће обиљежава достојанствено, с обзиром да му се протеклих година није посвећивала довољна пажња.

### Двадесет година егзодуса
Обиљежавање 20 година од егзодуса, током 2016. године по први пут је добило државни карактер, јер је централна манифестација одржана у Бијељини, подржана лично од стране кабинета предсједника Републике Српске који је и присуствовао свечаној академији — заједно са већим бројем значајних српских књижевника, политичара, ветерана, новинара; овом приликом је рекапитулирано шта су Срби преживјели током егзодуса, на који начин су стране државе пратиле егзодус, и у каквом је данас положају становништво некадашњег Српског Сарајева, које се населило у овом дијелу Републике Српске.
Служењем Свете архијерејске литургије у манастиру Света Петка у Бијељини, под покровитељством предсједника Републике Српске Милорада Додика, почело је обиљежавање 20 година од егзодуса Срба са подручја Сарајева. Међу званицама су били, у делегацији Владе Републике Српске министар рада и борачко-инвалидске заштите Миленко Савановић и министар индустрије, енергетике и рударства Петар Ђокић, а у делегацији Народне скупштине Републике Српске потпредсједник Скупштине Соња Караџић Јовичевић и народни посланици Милан Дакић, Славиша Марковић и Недељко Милаковић. У оквиру манифестације у градском културном центру премијерно је приказан документарни филм Драгана Елчића Сарајевски егзодус — три тачке на мир и постављена изложба документарних фотографија о овој постдејтонској сеоби више од 150.000 Срба на простор Републике Српске.
| „                                                               | Храбро сте одбранили огњишта и завичај, а отели су вам га за зеленим дејтонским столом. Зато смо овдје данас да кажемо једно велико хвала у име српства и светосавља, због којег сте све своје жртвовали. Само овакво опредјељење којим су нас задојили кнез Лазар и косовски јунаци могло је да вас одвоји од завичаја. | ” |
| — Његово преосвештенство, епископ зворничко-тузлански Хризостом | |   |

Академија поводом 20 година егзодуса Срба из Сарајева под називом „Још увијек постојим” у Источном Сарајеву, организована је под покровитељством градске администрације и градоначелника Ненада Самарџије. У Културном центру Источно Ново Сарајево, у којем је одржана академија, постављена је изложба документарних фотографија из ратног периода, захваљујући Рајку Паштару и Драгану Елчићу, који су сакупили и сачували највећи дио фотографија из овог периода. На академији су наступили и Српско пјевачко друштво „Слога” из Сарајева, те прочитане приче књижевника Жељка Пржуља, пјесма Горана Врачара Свјетла Сарајева и пјесма Сарајево пјесника Дејана Гутаља. У програму су учествовали и ученици Средње музичке школе из Источног Сарајева. У галерији Културног центра приказан је документарни филм Драгана Елчића Сарајевски егзодус — три тачке на мир, који је базиран на архивским материјалима из времена егзодуса, као и ратног периода; те документарни филм Сњежана Лаловића Егзодус поново, који је награђен Златном медаљом Београда 1996. године.
Удружење расељених Срба сарајевске регије из Братунца организовало је дводневни програм обиљежавања 20 година од егзодуса Срба из Сарајева након потписивања Дејтонског споразума. Служен је парастос погинулим борцима са сарајевског ратишта на братуначком гробљу, гдје су пренесени посмртни остаци 185 бораца, чије су породице приликом егзодуса избјегле у Братунац и Сребреницу. Овом приликом окађене су њихове хумке, прислужене су свијеће за покој душа погинулих и положено је цвијеће код централног Спомен-крста на братуначком гробљу. У фоајеу Културног центра представљена је документарна фото-изложба о егзодусу сарајевских Срба, коју је приредио Драган Елчић од фотографија које је снимио у колони у којој је био приликом егзодуса и напуштања родних Хаџића код Сарајева. У оквиру обиљежавања ове годишњице, одржана је академија под називом „Егзодус суза — егзодус слободе”.

## Егзодус у култури и медијима
- Новинар и телевизијски радник Сњежан Лаловић је те 1996. снимио један документарац, под насловом Егзодус поново, гдје су приказани аутентични кадрови сарајевског егзодуса и исповијести жртава истог.[1]
- Сарајевски егзодус — три тачке на мир је архивски филм Драгана Елчића, базиран искључиво на материјалима које је аутор скупљао, везано за период егзодуса.[20]
- Егзодус Срба из Српског Сарајева је књига издата у Српском Сарајеву, априла 1996. године од стране НИШП Ослобођење Српско Сарајево.

## Статистички подаци
У табелама које су приказане у овом одјељку чланка, детаљно је приказано бројно стање српског становништва у Сарајеву — прије, током и послије ратних дешавања, као и процјене броја становника у српскосарајевским општинама за вријеме рата. Такође, приказани су и подаци о броју Срба, који су за вријеме ратних дешавања избјегли на територију Српског Сарајева са територије под контролом Армије Републике Босне и Херцеговине и Хрватског вијећа одбране.
Након обраде статистичких података, и детаљног увида у бројке које говоре колико је становника Сарајева — који су се на пописима из 1991. и 2013. године изјаснили као Срби, долази се до закључка да је дио Сарајева који је послије потписивања Дејтонског мировног споразума припојен муслиманско-хрватској Федерацији (не рачунајући федералне општине Трново и Прачу) а током егзодуса напустио приближно 130.991 становник српске националности. Овај број није коначан јер се током пописа из 1991. 56.048 или 10,65% становника Сарајева изјаснило као припадници југословенске нације. Узевши у обзир чињеницу да су се Срби у највећој мјери изјашњавали као Југословени, и половичну бројку од приближно 28.024 Срба-Југословена, долази се до бројке која говори да је приближно 159.015 Срба напустило Сарајево током егзодуса.
У току рата на простору сарајевских општина које су биле у саставу Републике Српске боравили су и расељени и избјегли Срби из Средње Босне, Зеничке регије и регије Мостар-Неретва — њих око 10.000 — и већина њих је напустила ово подручје 1995/1996. године, што доводи до закључка да је број Срба који су у коначници напустили Сарајево током егзодуса преко 170.000.

### Град Сарајево 1991.
Овдје су резултати Пописа становништва у СР Босни и Херцеговини, спроведеног 1991. године за Град Сарајево. Из табеле је видљиво да је број становника Сарајева, који су се изјаснили као припадници српског народа 157.526, што у постоцима представља 29,94 % популације Града Сарајева. Срби су чинили апсолутну већину у општини Пале са 69,09 % удјела у популацији и релативну већину у општини Илијаш са 45,07 % удјела у популацији.
| Српско становништво Града Сарајева, по општинама, према попису становништва 1991. у СФРЈ |         |                  |
| Општина                                                                                  | Укупно  | Срби             |
| Град Сарајево                                                                            | 525.980 | 157.526 (29,94%) |
| Вогошћа                                                                                  | 24.707  | 8.843 (35,79%)   |
| Илијаш                                                                                   | 25.155  | 11.339 (45,07%)  |
| Илиџа                                                                                    | 67.438  | 25.061 (37,16%)  |
| Нови Град                                                                                | 136.293 | 37.736 (27,68%)  |
| Ново Сарајево                                                                            | 95.255  | 33.014 (34,65%)  |
| Пале                                                                                     | 16.310  | 11.269 (69,09%)  |
| Стари Град                                                                               | 50.626  | 5.178 (10,22%)   |
| Трново                                                                                   | 6.996   | 2.063 (29,48%)   |
| Хаџићи                                                                                   | 24.195  | 6.391 (26,41%)   |
| Центар                                                                                   | 79.005  | 16.632 (21,05%)  |

Легенда:
| апсолутна већина | релативна већина |
| ---------------- | ---------------- |

### Кантон Сарајево 2013.
Сљедећа табела представља резултате Пописа становништва у Босни и Херцеговини, спроведеног 2013. године за Кантон Сарајево. Из табеле је видљиво да је број становника Кантона Сарајево, што одговара предратном Граду Сарајево, који су се изјаснили као припадници српског народа 13.300, што у постоцима представља 3,21% популације Кантона Сарајево. У табели су приказани и подаци за општину Пале-Прача, која се налази у Босанско подрињском кантону Горажде, а представља дио територије Општине Пале, који је послије потписивања Дејтонског споразума припојен Федерацији БиХ. Срби нису чинили било какву већину ни у једној општини.
| Српско становништво Кантона Сарајево, по општинама, према попису становништва 2013. у Босни и Херцеговини |         |                |
| Општина                                                                                                   | Укупно  | Срби           |
| Кантон Сарајево                                                                                           | 413.593 | 13.300 (3.21%) |
| Вогошћа                                                                                                   | 26.343  | 542 (2,06%)    |
| Илијаш | 19603   | 421 (2,15%)    |
| Илиџа | 66.730  | 1.600 (2,40%)  |
| Нови Град                                                                                                 | 118.553 | 4.367 (3,68%)  |
| Ново Сарајево                                                                                             | 64.814  | 3.402 (5,25%)  |
| Пале-Прача**                                                                                              | 904     | 33 (3,65%)     |
| Стари Град                                                                                                | 36.976  | 467 (1,26%)    |
| Трново | 1.502   | 97 (6,46%)     |
| Хаџићи | 23.891  | 218 (0,91%)    |
| Центар | 55.181  | 2.186 (3,96%)  |
| ** Напомена: Општина Пале-Прача након рата припада Горажданском, а не Сарајевском кантону.                |         |                |

Из ове двије табеле јасно се види разлика у броју становника српске националности на територији данашњег Кантона Сарајево, који одговара дијелу предратног Града Сарајева, то јесте територије која је након потписивања Дејтонског мировног споразума, припојена муслиманско-хрватској Федерацији. Осим града Пала, сва урбана насеља бившег Српског Сарајева су припојена Федерацији БиХ, укључујући и комплетан градски урбани простор самог Сарајева. На територији општина које су чиниле Град Сарајево, а према резултатима Пописа становништва из 1991. године, не рачунајући Општину Пале, која је једина, скоро па у цјелини остала у саставу Републике Српске, живјело је 146.257 становника српске националности, што је представљало 27,81% учешћа у укупној популацији. На територији општина које чине данашњи Кантон Сарајево, рачунајући и Општину Пале-Прача из Босанско-подрињског кантона Горажде, а према резултатима Пописа становништва из 2013. године, живјело је 13.333 становника српске националности, што је представљало 3,22% учешћа у укупној популацији.

### Град Источно Сарајево 2013.
Резултати пописа становништва у Републици Српској 2013. за Град Источно Сарајево. Из табеле је видљиво да је број становника Источног Сарајева, који су се изјаснили као припадници српског народа 56.679, што у постоцима представља 94,60% популације Града Источног Сарајева. Срби су чинили апсолутну већину у свим општинама града.
| Српско становништво Града Источно Сарајево, по општинама, према попису становништва 2013. у Босни и Херцеговини |        |                 |
| Општина | Укупно | Срби            |
| Град Источно Сарајево                                                                                           | 59.916 | 56.679 (94,60%) |
| Источна Илиџа                                                                                                   | 14.437 | 13.455 (93,20%) |
| Источни Стари Град                                                                                              | 1.116  | 1.059 (94,83%)  |
| Источно Ново Сарајево                                                                                           | 10.401 | 10.028 (96,41%) |
| Пале | 20.359 | 19.932 (97,90%) |
| Соколац | 11.620 | 10.894 (93,75%) |
| Трново | 1.983  | 1.131 (57,03%)  |

Легенда:
| апсолутна већина |
| ---------------- |

### Упоредни подаци
Овдје су дати упоредни подаци за општине Града Сарајева из 1991. године у односу на општине Кантона Сарајева на Попису из 2013. године. Из табеле је видљиво да је број становника општина које су 1991. године чиниле град Сарајево, а који су се изјаснили као припадници српског народа, мањи у односу: 1991. — 144.194; 2013. — 13.203, што у постоцима представља 90,84% мање популације. У табели нису наведени подаци за Општину Пале и Општину Трново, с обзиром да је Општина Пале скоро па у цјелини остала у саставу Републике Српске, а Општина Трново половично укључујући сам урбани центар општине, па ови подаци не би били релевантни за дату табелу.
| Упоредна табела српског становништва 1991—2013. за сарајевске општине које данас припадају Федерацији БиХ |             |             |                   |
| Општина                                                                                                   | Попис 1991. | Попис 2013. | Разлика 1991−2013 |
| Сарајево                                                                                                  | 144.194     | 13.203      | −130.991          |
| Вогошћа                                                                                                   | 8.843       | 542         | −8.301            |
| Илијаш | 11.339      | 421         | −10.918           |
| Илиџа | 25.061      | 1.600       | −23.461           |
| Нови Град                                                                                                 | 37.736      | 4.367       | −33.369           |
| Ново Сарајево                                                                                             | 33.014      | 3.402       | −29.612           |
| Стари Град                                                                                                | 5.178       | 467         | −4.711            |
| Хаџићи | 6.391       | 218         | −6.173            |
| Центар | 16.632      | 2.186       | −14.446           |

Овдје су упоредни подаци за јединствене сарајевске општине из 1991. године у односу на подијељене општине на Попису из 2013. године. Из табеле је видљиво да је број становника општина које су 1991. године чиниле град Сарајево, а који су се изјаснили као припадници српског народа, не рачунајући Општину Соколац, мањи у односу: 1991. — 157.526; 2013. — 59.118 што у постоцима представља 62,47% мање популације. 
| Упоредна табела српског становништва 1991—2013. за све сарајевске општине |             |                     |                  |                   |
| Општина                                                                   | Попис 1991. | Федерални дио 2013. | Српски дио 2013. | Разлика 1991−2013 |
| Сарајево                                                                  | 157.526     | 13.333              | 45.785           | −98.561           |
| Вогошћа                                                                   | 8.843       | 542                 | —                | −8.301            |
| Илијаш                                                                    | 11.339      | 421                 | 27               | −10.891           |
| Илиџа                                                                     | 25.061      | 1.600               | ≈12.455          | −11.006           |
| Нови Град                                                                 | 37.736      | 4.367               | ≈1.000           | −32.369           |
| Ново Сарајево                                                             | 33.014      | 3.402               | 9.028            | −19.584           |
| Пале                                                                      | 11.269      | 33                  | 19.932           | +8.696            |
| Стари Град                                                                | 5.178       | 467                 | 1.059            | −3.652            |
| Трново                                                                    | 2.063       | 97                  | 1.131            | −835              |
| Хаџићи                                                                    | 6.391       | 218                 | —                | −6.173            |
| Центар                                                                    | 16.632      | 2.186               | —                | −14.446           |